# Караултобе (Кызылординская область)
Караултобе (каз. Қарауылтөбе) — село в Кызылординской области Казахстана. Находится в подчинении городской администрации Кызылорды. Административный центр и единственный населённый пункт Караултобинского сельского округа. Код КАТО — 431041100.

## Население
В 1999 году население села составляло 952 человека (508 мужчин и 444 женщины). По данным переписи 2009 года, в селе проживали 1322 человека (683 мужчины и 639 женщин).